# Feizhu
Feizhu (kinesiska: 飞竹) är en köping i sydöstra Kina. Den ligger i Luoyuan härad i provinshuvudstaden Fuzhou i provinsen Fujian, omkring 43 kilometer norr om centrala Fuzhou. Antalet invånare är 7 109. Befolkningen består av 3 244 kvinnor och 3 865 män. Barn under 15 år utgör 13,0 %, vuxna 15-64 år 69 %, och äldre över 65 år 16,0 %.